# Rhododendron faithiae
Rhododendron faithiae là một loài thực vật có hoa trong họ Thạch nam. Loài này được Chun miêu tả khoa học đầu tiên năm 1934.